# Pražský přebor 2002/2003
Pražský přebor (jednu ze skupin 5. fotbalové ligy) hrálo v sezóně 2002/2003 16 klubů. Vítězem a postupujícím se stalo mužstvo FK Loko Vltavín. Sestoupily poslední tři týmy FK Dukla Praha, TJ Viktorie Praha 8 a TJ Avia Čakovice.

## Systém soutěže
Kluby se střetly v soutěži každý s každým dvoukolovým systémem podzim–jaro, hrály tedy 30 kol.

## Výsledná tabulka
| Poř. | Tým                            | Z  | V  | R  | P  | VG | OG | B  |
| ---- | ------------------------------ | -- | -- | -- | -- | -- | -- | -- |
| 1.   | FK Loko Vltavín                | 30 | 20 | 5  | 5  | 59 | 27 | 65 |
| 2.   | FC Střížkov Praha 9 „B“        | 30 | 17 | 4  | 9  | 58 | 41 | 55 |
| 3.   | SC Xaverov Horní Počernice „B“ | 30 | 16 | 5  | 9  | 76 | 72 | 53 |
| 4.   | SK Vršovice                    | 30 | 15 | 4  | 9  | 55 | 45 | 49 |
| 5.   | TJ Sokol Cholupice             | 30 | 14 | 5  | 11 | 61 | 48 | 47 |
| 6.   | Radotínský SK                  | 30 | 11 | 13 | 6  | 62 | 43 | 46 |
| 7.   | TJ Sokol Královice             | 30 | 13 | 2  | 15 | 58 | 62 | 41 |
| 8.   | FK Řeporyje                    | 30 | 11 | 7  | 12 | 46 | 51 | 40 |
| 9.   | FK Zličín                      | 30 | 11 | 7  | 12 | 41 | 53 | 40 |
| 10.  | FC Tempo Praha                 | 30 | 9  | 11 | 10 | 57 | 56 | 38 |
| 11.  | ČAFC Praha                     | 30 | 9  | 11 | 10 | 56 | 62 | 38 |
| 12.  | TJ Kyje                        | 30 | 10 | 6  | 14 | 55 | 61 | 36 |
| 13.  | FK Meteor Praha VIII           | 30 | 10 | 5  | 15 | 36 | 61 | 35 |
| 14.  | FK Dukla Praha                 | 30 | 9  | 5  | 16 | 51 | 62 | 32 |
| 15.  | TJ Viktorie Praha 8            | 30 | 8  | 6  | 16 | 36 | 53 | 30 |
| 16.  | TJ Avia Čakovice               | 30 | 7  | 4  | 19 | 44 | 84 | 25 |

Poznámky:
- Z = Odehrané zápasy; V = Vítězství; R = Remízy; P = Prohry; VG = Vstřelené góly; OG = Obdržené góly; B = Body; (S) = Mužstvo sestoupivší z vyšší soutěže; (N) = Mužstvo postoupivší z nižší soutěže (nováček)

|  | Postup do příslušné Divize     |
|  | Sestup do příslušné I. A třídy |